# Enrique Eguren
Enrique Eguren Bengoa (Vitoria, 13 de enero de 1888 - Oviedo, 14 de julio de 1944) fue un antropólogo y arqueólogo español. Está considerado, junto con José Miguel de Barandiarán y Telesforo Aranzadi, como uno de los pioneros en los estudios sobre antropología, etnografía y prehistoria vascas. Su trabajo se centró en estudios de dólmenes en su región, y fue el descubridor en 1927 del dolmen de Arrobigaña.

## Trabajos
Es conocido por haber trabajado junto a José Miguel de Barandiarán y Telesforo Aranzadi en los ámbitos de la arqueología y geología, que fueron conocidos con el sobrenombre de "los tres trogloditas". Junto a Barandiarán y el profesor Aranzadi realizaron la primera campaña de excavaciones e investigaciones en los dólmenes del Aralar guipuzcoano.  
Organizó y se encargó de las secciones de Prehistoria, Mineralogía y Petrografía de la Escuela de Artes y Oficios de Vitoria.
Fue catedrático de Botánica, Mineralogía, Zoología, Geología y Biología en la Universidad de Oviedo, y también decano de la Facultad de Ciencias (1921) y rector (1929-30 y 1940-44) de esa misma universidad. Entre los años 1942 y 1944 ocupó el cargo de vicepresidente de la Diputación de Asturias. 

## Publicaciones
- Enrique, Eguren Bengoa, (3 de octubre de 2008). Las cuevas de "La Leze" y de "Los Gentiles", el yacimiento de "Allaran". Eusko Ikaskuntza. OCLC 1138696202. Consultado el 1 de septiembre de 2022.
- Enrique, Eguren Bengoa, (1927). Los dólmenes clásicos alaveses: nuevos dólmenes en la Sierra de Entzia (Encía). Sociedad de Estudios Vascos, Eusko Ikaskuntza. OCLC 806731268. Consultado el 1 de septiembre de 2022.
- Enrique, Eguren Bengoa, (3 de octubre de 2008). El hórreo en el País Vasco. Eusko Ikaskuntza. OCLC 1138390590. Consultado el 1 de septiembre de 2022.
- Enrique, Eguren Bengoa, (7 de mayo de 2013). Sobre algunos nombres de pájaros. Eusko Ikaskuntza. OCLC 1138695627. Consultado el 1 de septiembre de 2022.
- Enrique., Eguren y Bengoa, (1943). Asturias, tierra privilegiada. Establecimiento Tipográfico "La Cruz". OCLC 949120258. Consultado el 1 de septiembre de 2022.
- Enrique., Eguren y Bengoa, (1914). Estudio antropológico del pueblo vasco : la prehistoria en Alava. Imp. y Enc. de Eléxpuru Hermanos. OCLC 911934233. Consultado el 1 de septiembre de 2022.